# 2274 Ehrsson
2274 Ehrsson (1976 EA) là một tiểu hành tinh vành đai chính được phát hiện ngày 2 tháng 3 năm 1976 bởi C.-I. Lagerkvist ở Kvistaberg.